# Roger Lafontant

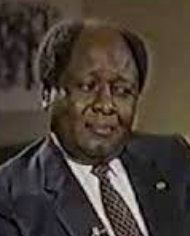
Roger Lafontant

Roger Lafontant (1931 - 29 september 1991) was een Haïtiaans arts en politicus.

## Biografie
Lafontant studeerde geneeskunde en werd gynaecoloog. Als student trad hij toe tot de Tonton Macoutes, de militante aanhangers van president en dictator François Duvalier en richtte de studentenafdeling hiervan op. 
In 1972 werd hij minister van Binnenlandse Zaken onder Jean-Claude Duvalier als opvolger van de invloedrijke Luckner Cambronne. Als minister liet Lafontant politieke gevangenen vrij en uitte hij kritiek op aanhangers van de overleden president François 'Papa Doc' Duvalier. Ook na de algemene verkiezingen van 11 februari 1973 bleef Lafontant aan als minister, maar in augustus 1973 werd hij samen met twee andere ministers ontslagen. Hij werd als ambassadeur naar het buitenland gestuurd. Hier werd de hand in gezien van Simone Ovide Duvalier, de moeder van Jean-Claude 'Baby Doc' Duvalier en weduwe van de oude president. In 1983 kon Lafontant terugkeren en hij werd aangesteld als minister van staat. Bij de val van de dictatuur ging hij in ballingschap in de Dominicaanse Republiek. 
In 1990 wilde hij zich kandidaat stellen namens de partij Union pour la Réconciliation Nationale (een partij van Duvalier-aanhangers) voor de presidentsverkiezingen maar zijn kandidatuur werd afgewezen. Begin januari 1991 leidde Lafontant een poging tot staatsgreep die mislukte omdat de legertop onder leiding van Hérard Abraham de verkozen maar nog niet ingezworen president Jean-Bertrand Aristide trouw bleef. Lafontant werd op 31 juli 1991 tot een levenslange gevangenisstraf veroordeeld. Hij werd korte tijd later in de gevangenis vermoord.